# Горня Гарешниця
45°39′ пн. ш. 16°49′ сх. д. / 45.65° пн. ш. 16.81° сх. д.
Горня Гарешниця (хорв. Gornja Garešnica) — населений пункт у Хорватії, у Б'єловарсько-Білогорській жупанії у складі громади Берек.

## Населення
Населення за даними перепису 2011 року становило 157 осіб.
Динаміка чисельності населення поселення: